# نمره استاندارد

مقایسه روش های مختلف درجه بندی در یک توزیع نرمال شامل: انحراف معیار، درصد تجمعی، معادل صدک، امتیاز z، امتیاز T

در آمار، نمره استاندارد مضربی از انحراف معیار است که مقدار آن، نشان می‌دهد یک نمره خام (یعنی مقدار مشاهده شده یا یک نقطه از داده) چقدر بالاتر یا کمتر از میانگین مقدار مشاهده یا اندازه‌گیری شده‌است. نمرات خام بالاتر از میانگین دارای نمره استاندارد مثبت و نمرات زیر میانگین دارای نمره استاندارد منفی هستند.
نمره استاندارد، با کسر میانگین جمعیت از یک نمره خام فردی و سپس تقسیم آن بر انحراف معیار جمعیت محاسبه می‌شود. این فرایند تبدیل نمره خام به یک نمره استاندارد، نرمال سازی نامیده می‌شود (اگرچه نمره استاندارد تنها راه نرمال سازی نیست).
نمرات استاندارد را معمولاً z-score می‌ نامند. این دو لفظ ممکن است به جای یک‌دیگر استفاده شوند. اصطلاحات دیگر شامل z-values، نمرات نرمال و متغیرهای استاندارد می‌باشد.
در کنکور سراسری، مبنای محاسبه رتبه داوطلبان، این نمره است.

## محاسبه
اگر میانگین جمعیت و انحراف معیار جمعیت مشخص باشد، نمره خام x به این صورت به یک تراز تبدیل می‌شود.
{\displaystyle z={x-\mu  \over \sigma }}
به صورتی که:
μ برابر میانگین جمعیت است.
σ برابر انحراف معیار جمعیت است.
مقدار مطلق z فاصله بین آن نمره خامِ x و میانگین جمعیت را در همان یکای انحراف معیار نشان می‌دهد. وقتی نمره خام زیر میانگین باشد، z منفی است و وقتی بالاتر باشد، مثبت است.
مقدار تراز (نمره ای که در کنکور سراسری از آن استفاده می‌شود)، برای هر درس به نحوه زیر محاسبه می‌گردد:
{\displaystyle T=1000Z+5000}
به صورتی که Z برابر نمره استاندارد است.